# Bachtold-Gletscher
Der Bachtold-Gletscher ist ein Gletscher im ostantarktischen Viktorialand. Er fließt vom Mount Chaudoin in der Gonville and Caius Range, wo er die breiten Hänge der Gebirgskämme Killer Ridge und Red Ridge entwässert, in nördlicher Richtung zum unteren Abschnitt des Cotton-Gletschers.
Das Advisory Committee on Antarctic Names benannte ihn 2007 nach Harry Wesley Bachtold (* 1926), der als Mitglied der Baubrigaden Seabees der United States Navy in den 1950er Jahren an der Errichtung der Antarktisstationen Little America V auf dem Ross-Schelfeis südlich der Bucht der Wale und Byrd im westantarktischen Marie-Byrd-Land beteiligt war.